# 克魯堅克 (戈洛瓦尼夫西克區)
48°33′5″N 30°26′50″E / 48.55139°N 30.44722°E
克魯堅克（烏克蘭語：Крутеньке），是烏克蘭中部的村莊，隸屬基洛夫格勒州的霍洛瓦尼夫斯克區。該村始建於1764年，面積2.86平方公里，海拔高度170米，2001年人口713，人口密度每平方公里249.6人。